# Vena cardíaca menor
La vena cardíaca menor es una vena que recoge la sangre de ambas partes del lado derecho del corazón, sigue por el surco coronario (entre la aurícula y el ventrículo derechos) hacia la izquierda y desemboca en el seno coronario, en su extremo derecho.
Recibe sangre de la parte posterior de la aurícula y el ventrículo derechos; la vena marginal derecha asciende a lo largo del margen derecho del corazón y se le une en el surco coronario, o desemboca directamente en la aurícula derecha.